# Podolsk
Podolsk (del ruso: Подо́льск) es una ciudad industrial y el centro administrativo del raión de Podolsk del óblast de Moscú, Rusia. Se localiza en las riberas del río Pajra (afluente del río Moscova). Es la mayor ciudad de la provincia.

## Historia
La ciudad de Podolsk creció de la antigua aldea de Podol, que en el siglo XVIII perteneció al Monasterio de Danílov (Moscú). El título de ciudad le fue otorgado por Catalina II la Grande en 1791, cuando Rusia estaba conformando los distritos principales, nombrando gobernadores y creando nuevas ciudades.
Antes de la Revolución rusa, Podolsk era ya una de las ciudades más industrializadas de Rusia, destacando la fábrica de máquinas de coser de Singer.
La familia Ulianov vivía en Podolsk, razón por la cual Lenin visitó la ciudad en varias ocasiones, e incluso tuvo una pequeña finca y casa allí. En 1900 organizó en Podolsk una reunión con los socialdemócratas de Moscú y otras ciudades con el fin de obtener su apoyo para el periódico Iskra.
En 1971, Podolsk fue premiada con la Orden de la Bandera Roja del Trabajo; en aquella época había más de setenta fábricas operando en la ciudad, en las que trabajaban la mayor parte de sus habitantes.
En 2000 se creó una gran base militar a 1,1 kilómetros de la ciudad.
La ciudad fue una de las sedes de la Copa Mundial de Fútbol de 2018.

## Galería

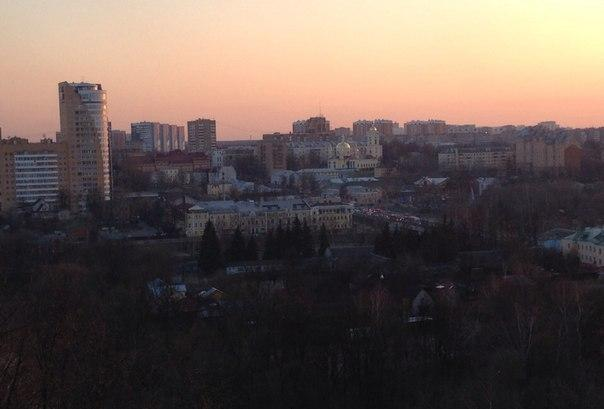
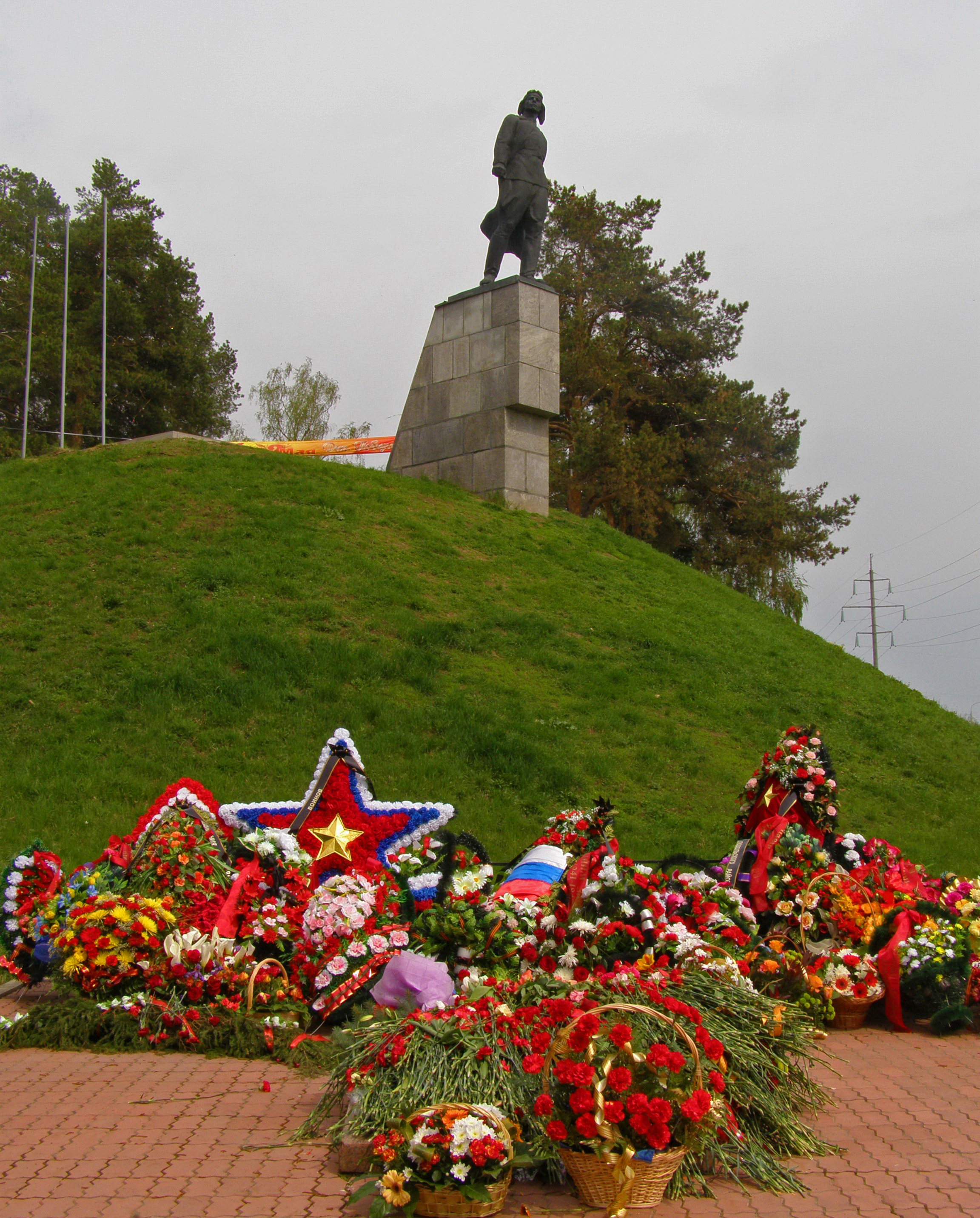
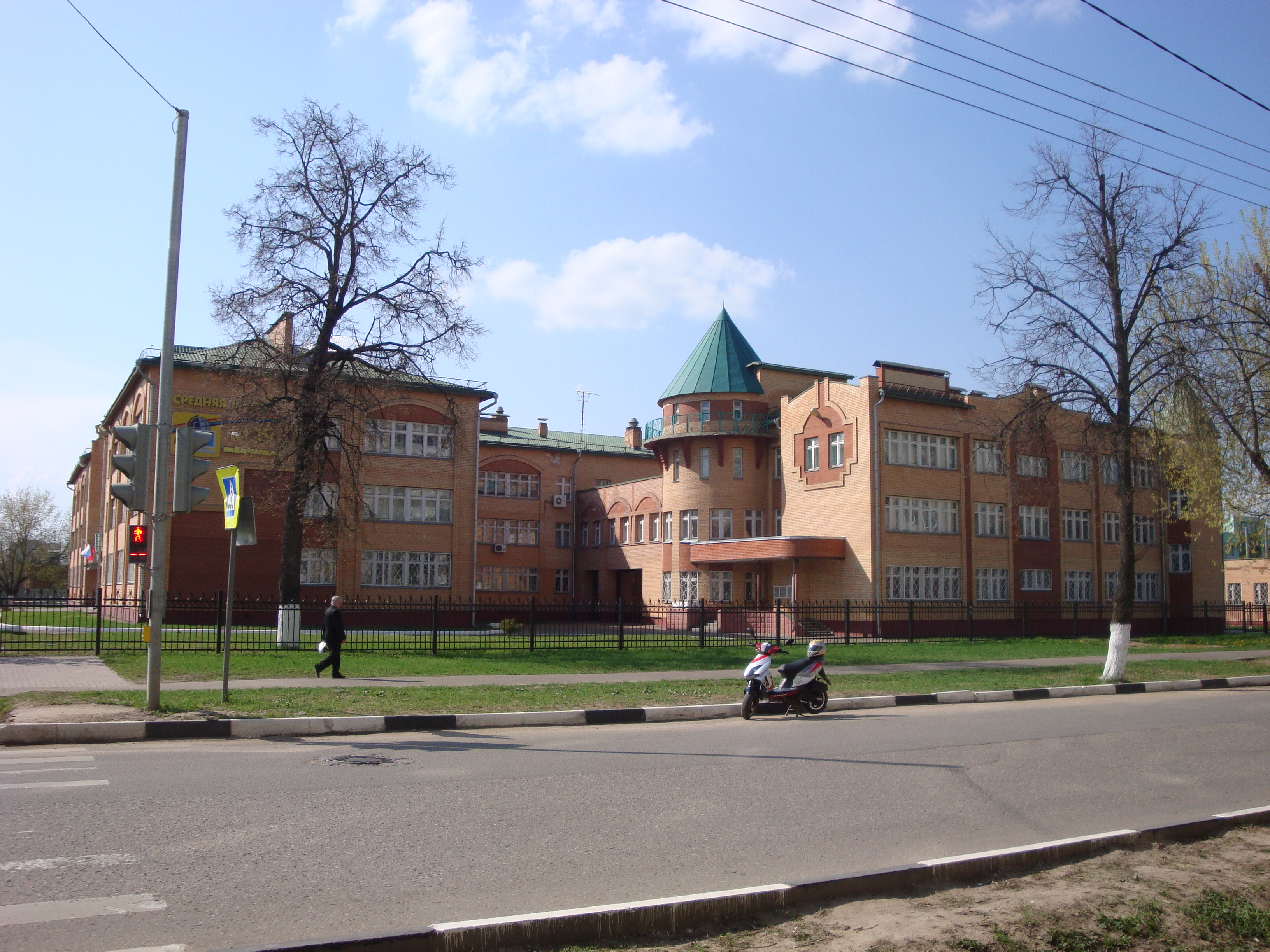
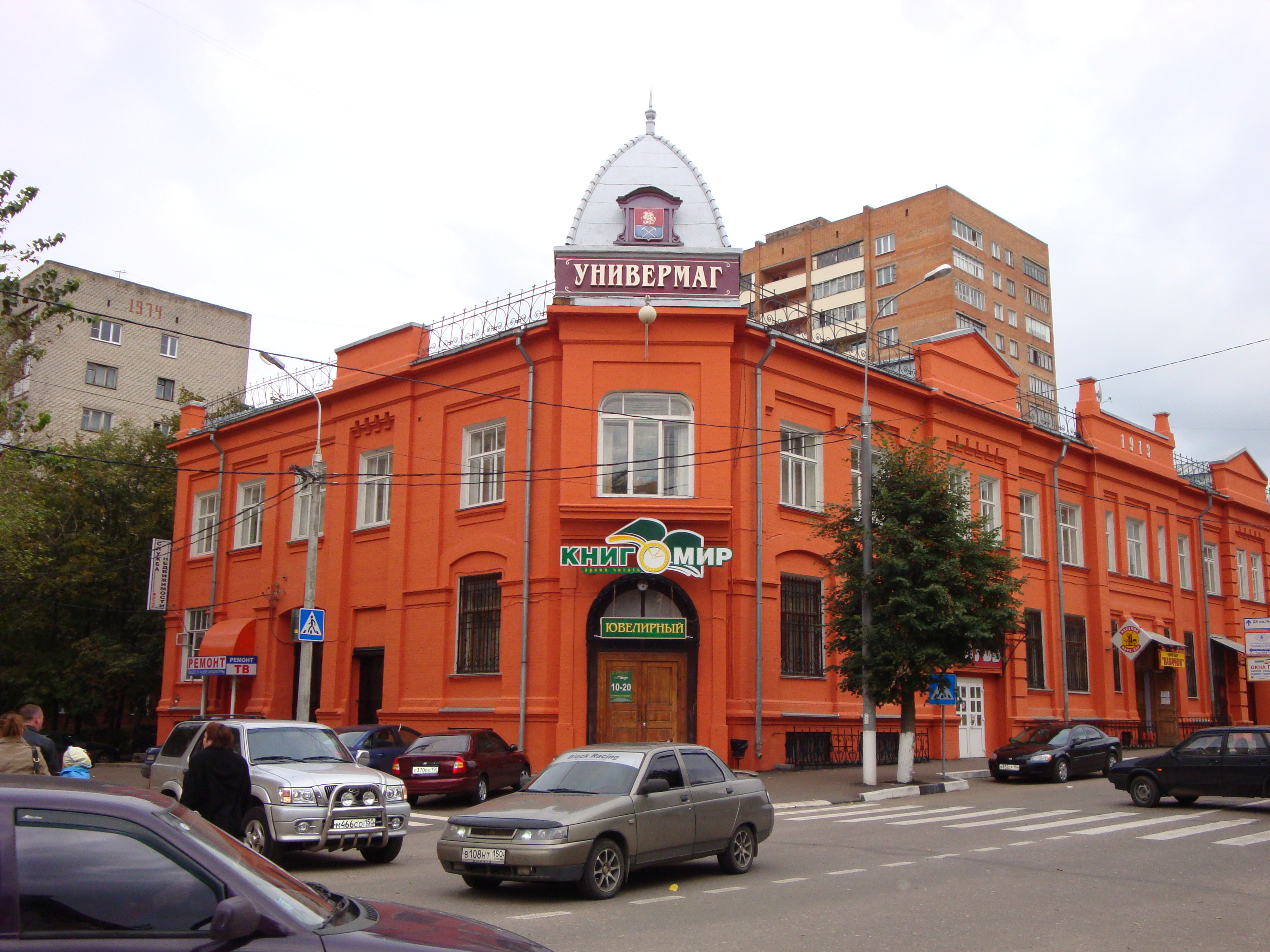
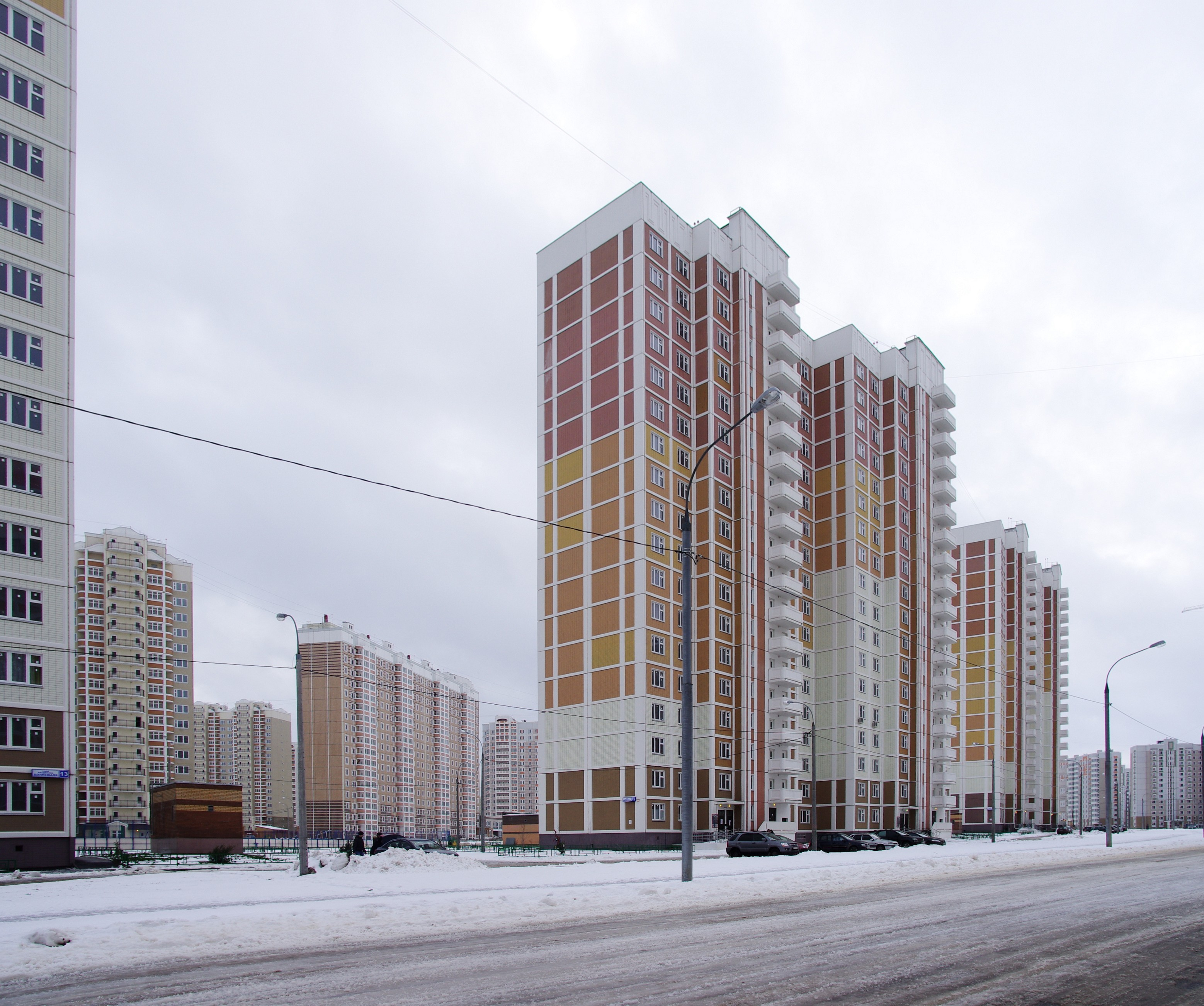
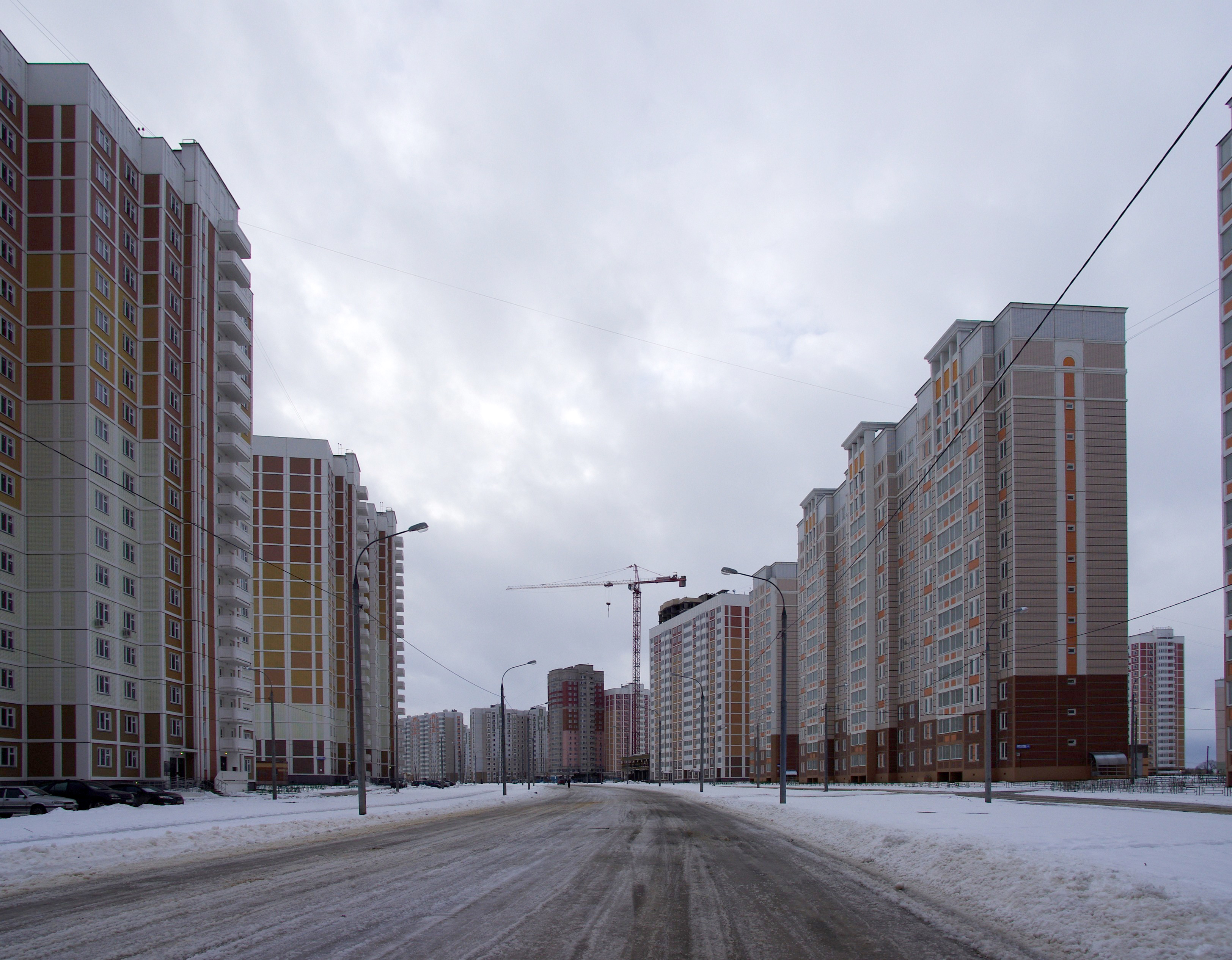
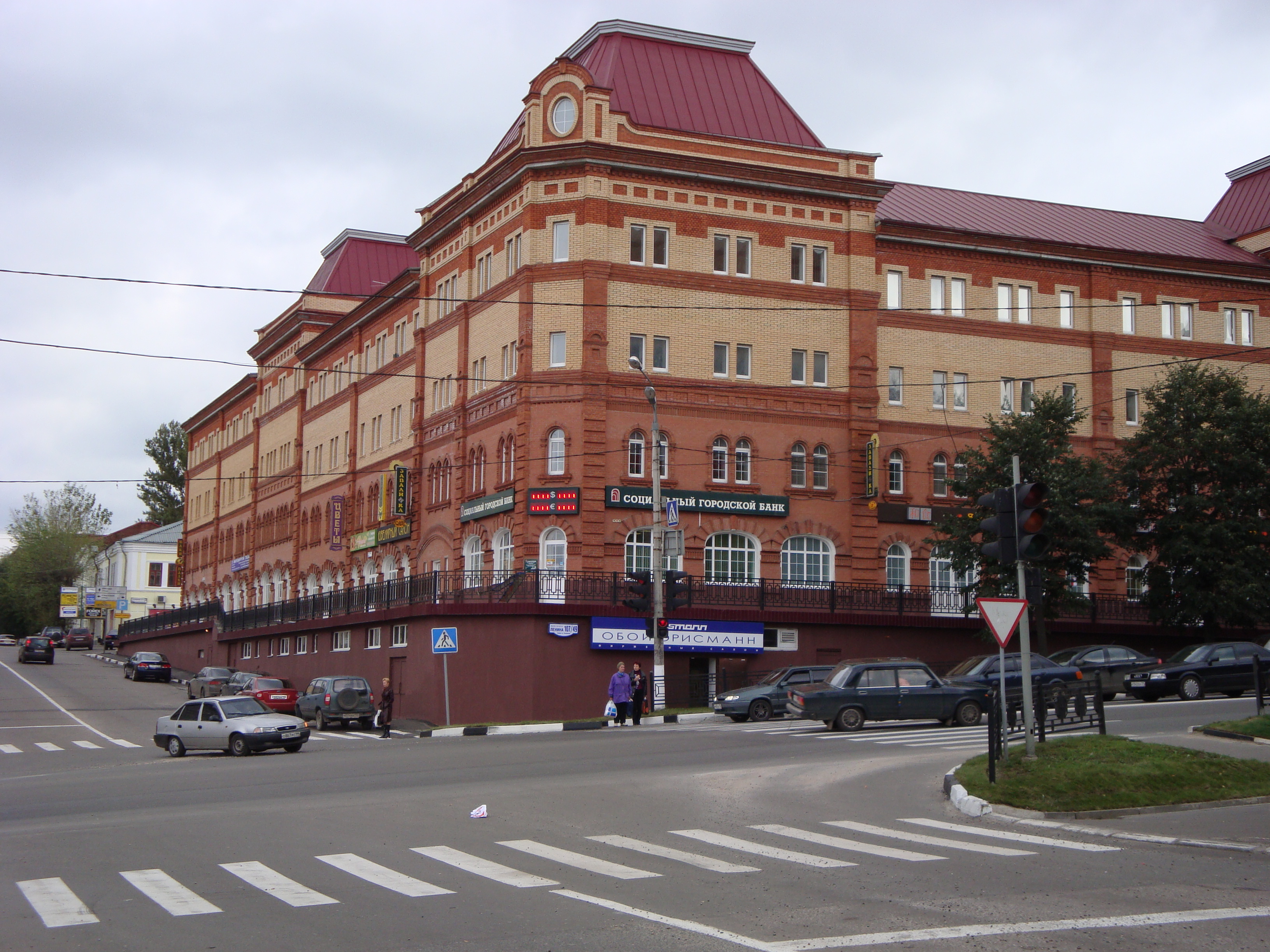
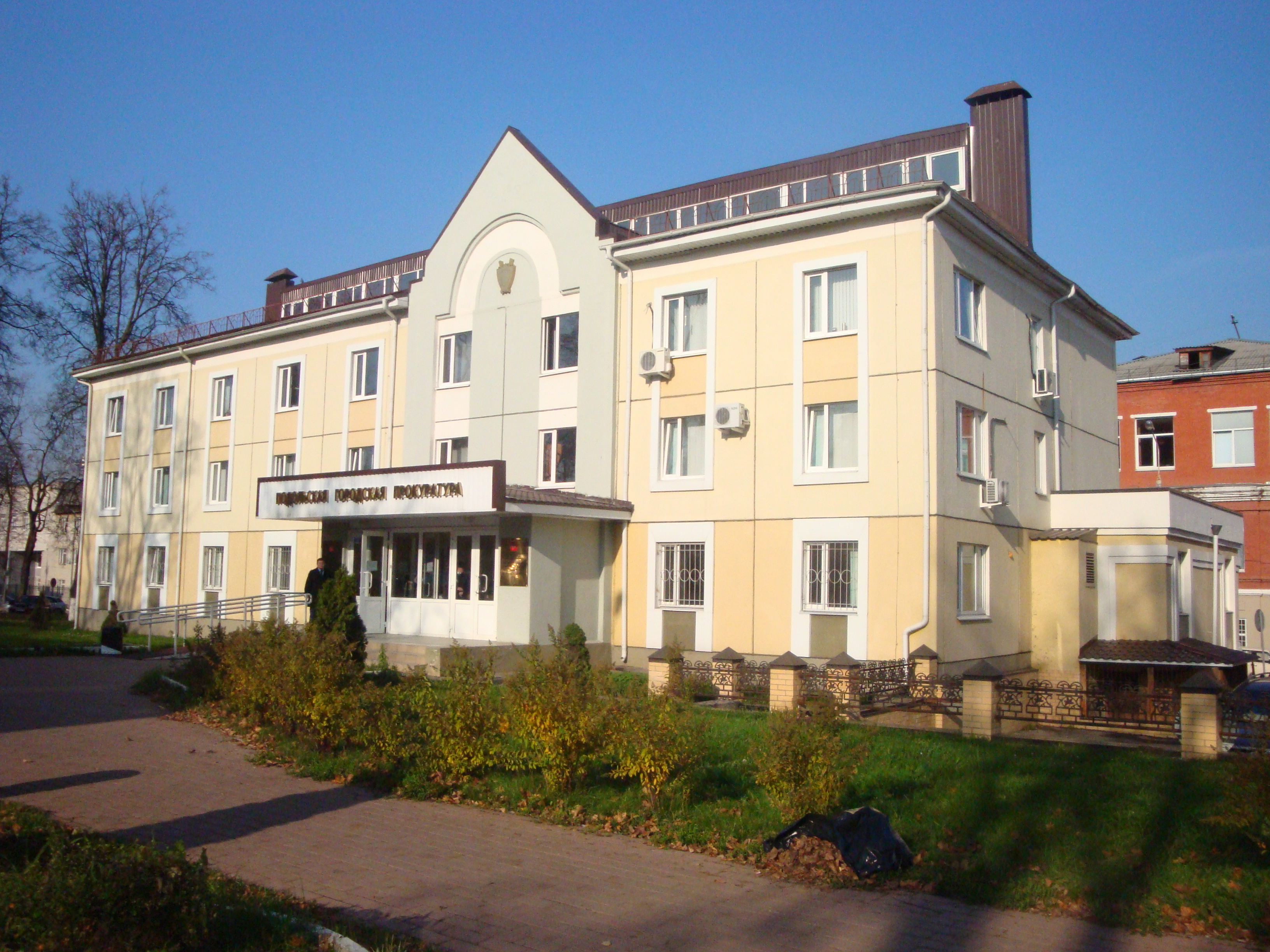

## Población
| 3.800   | 19.700  | 72.000  | 113.000 | 129.000 | 144.000 | 169.000 | 180.000 | 194.000 | 201.800 | 209.178 |
| 1996    | 2002    | 2008    | 2009    | 2010    | 2011    | 2012    | 2013    | 2014    | 2015    | 2016    |
| 199.700 | 180.963 | 179.974 | 182 431 | 187 961 | 188 000 | 193 435 | 206 669 | 218 537 | 223 896 | 293 765 |